# Rádió 24
A Rádió 24 Dunaújváros kereskedelmi rádiója.

## Története
A rádió még anno Penta Rádió néven kezdte meg a sugárzást. Akkor az FM 99,1 MHz frekvencián volt fogható, napi 7 órában, a nap többi szakaszában ezen a sávon két további rádió adása volt hallható. 2001. május 11-én már a nap 24 órájában sugárzott adást, és ez év júniusában kapta meg a Rádió 24 nevet. 2002-ben kapta meg az FM 102,9 MHz frekvenciát.[forrás?]

## Lefedettség
A rádió Közép-Magyarország kereskedelmi rádiója, 80–100 km-es átmérőjü körben hallható Fejér, Bács-Kiskun, Tolna és Pest vármegyében. Az adások megközelítőleg 300 000 emberhez jutnak el.
A Rádió 24 frekvenciája (Dunaújváros és környékén): FM 102,9 MHz
A rádió weboldalán is hallgatható az élő adás.

## Műsorok
- Duna Cafe
- Meló Fm
- Szombat esti koktél
- Ma mi a neved?

## Műsorvezetők
- Bolemányi Tibor
- Kis Kata
- Kunos Ferenc
- Molnár Balázs

## Hírszerkesztők
- Vörös Domokos